# Теодор II (папа римский)
Теодор II (лат. Theodorus PP. II; 840 — декабрь 897) — папа римский в течение 20 дней в декабре 897 года, во время хаотического периода, последовавшего за Трупным синодом.

## Биография
Был рукоположён в священники папой Стефаном V, его брат Феотий был епископом. Он восстановил священнослужителей, которые были лишены должностей папой Стефаном VI, признавая обоснованность их рукоположения папой Формозом. За это время Теодор успел с почестями перезахоронить извлечённое его предшественником из Тибра тело Формоза в базилике св. Петра. Краткость его понтификата свидетельствует в пользу насильственной смерти от рук партии папы Стефана VI (VII).